# Mokoro

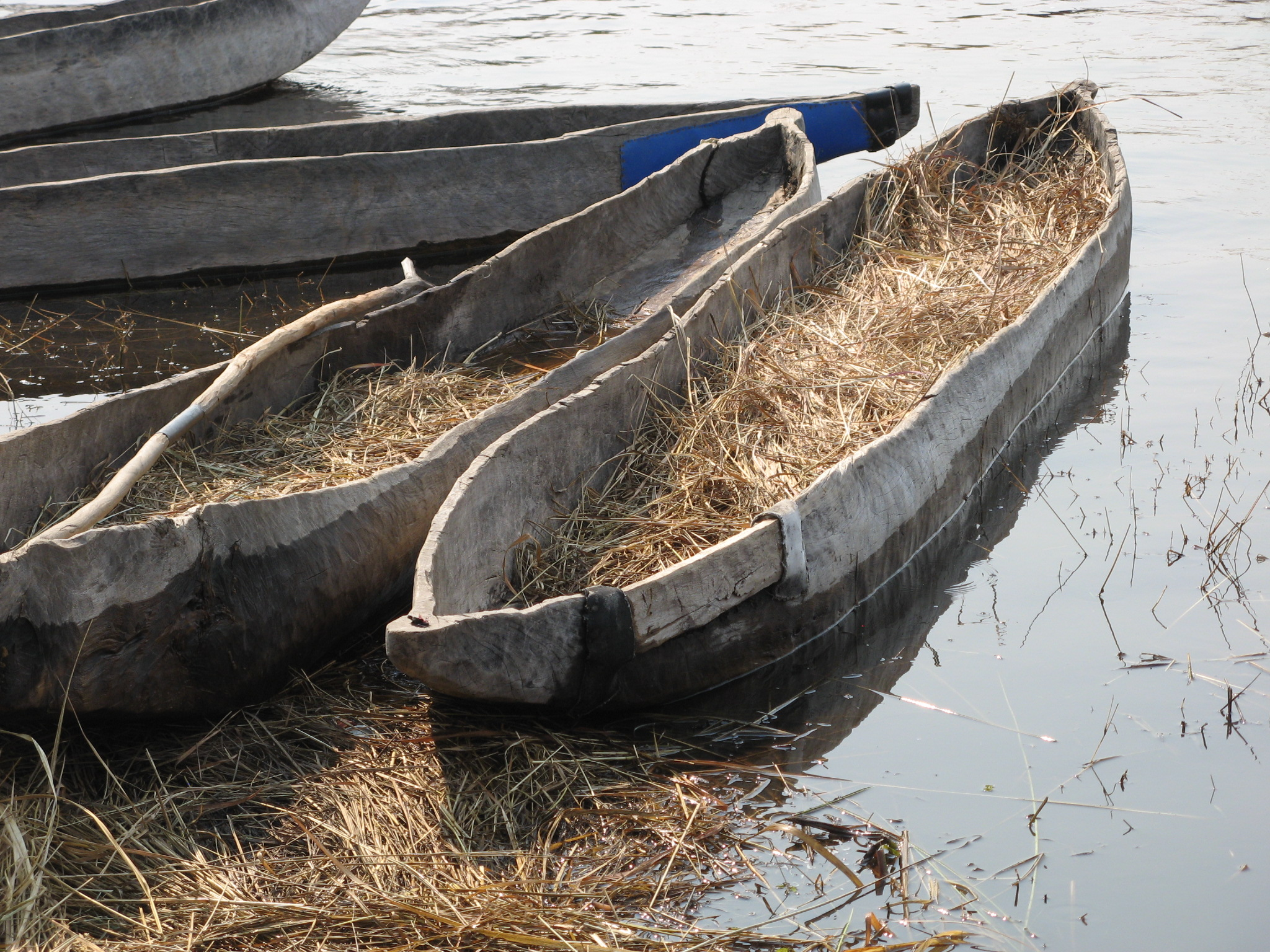
Mokoros im Okavango-Delta, Botswana

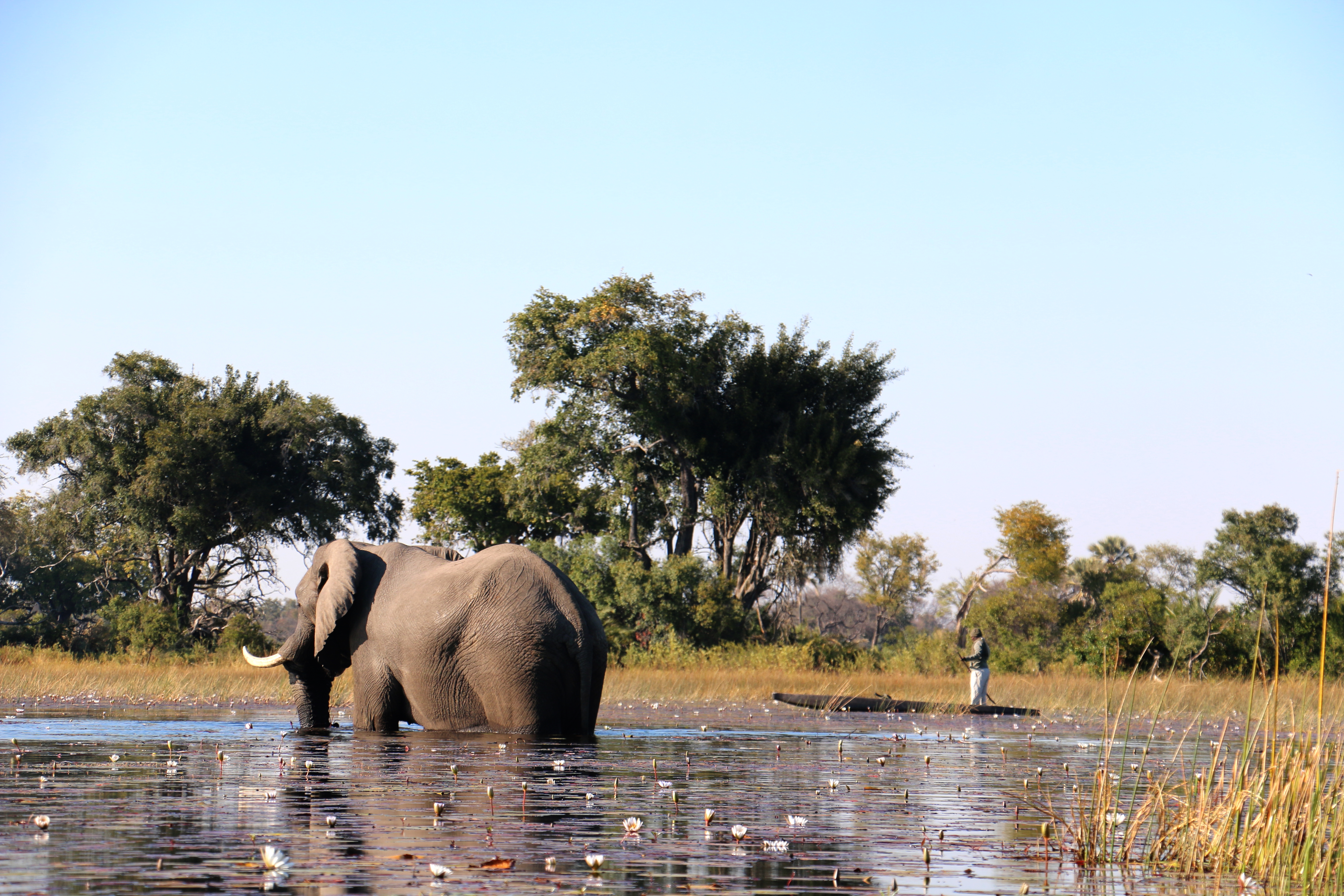
Unterwegs im Mokoro (Okavangodelta 2017)

Ein Mokoro ist ein etwa vier Meter langes Einbaum-Boot der Kavango auf dem Fluss Okavango und seinem Inland-Flussdelta im Norden von Namibia und Botswana. In der Kavango-Region wird ein Mokoro in Kwangali-Sprache Wato genannt.
Im oft nur 50 cm flachen Okavangodelta werden Mokoros mit einer Stange vom Flussbett langsam abgestoßen und so fortbewegt (vergleiche: Stake). Traditionell wurden Mokoros zum Fischen verwendet. Heute ist eine Mokorofahrt eine typische Touristenattraktion der Region, insbesondere in den Nationalparks Mamili, Moremi und Mudumu.
Die Mokoros wurden von den Bewohnern der Okavangodelta-Region hauptsächlich aus dem Stamm des Leberwurstbaums gefertigt und konnten etwa ein Jahr verwendet werden, bevor sie zu undicht wurden. Langsam eindringendes Leckwasser wurde während der Fahrt ausgeschöpft. Um das Sitzen trotz eingedrungenen Leckwassers zu ermöglichen, konnte der Boden des Mokoro (hauptsächlich für Touristen) mit Stroh bedeckt werden.
Moderne Mokoros werden heute aus glasfaserverstärktem Kunststoff gefertigt, um das Abholzen der großen Bäume zu verhindern.

## Galerie

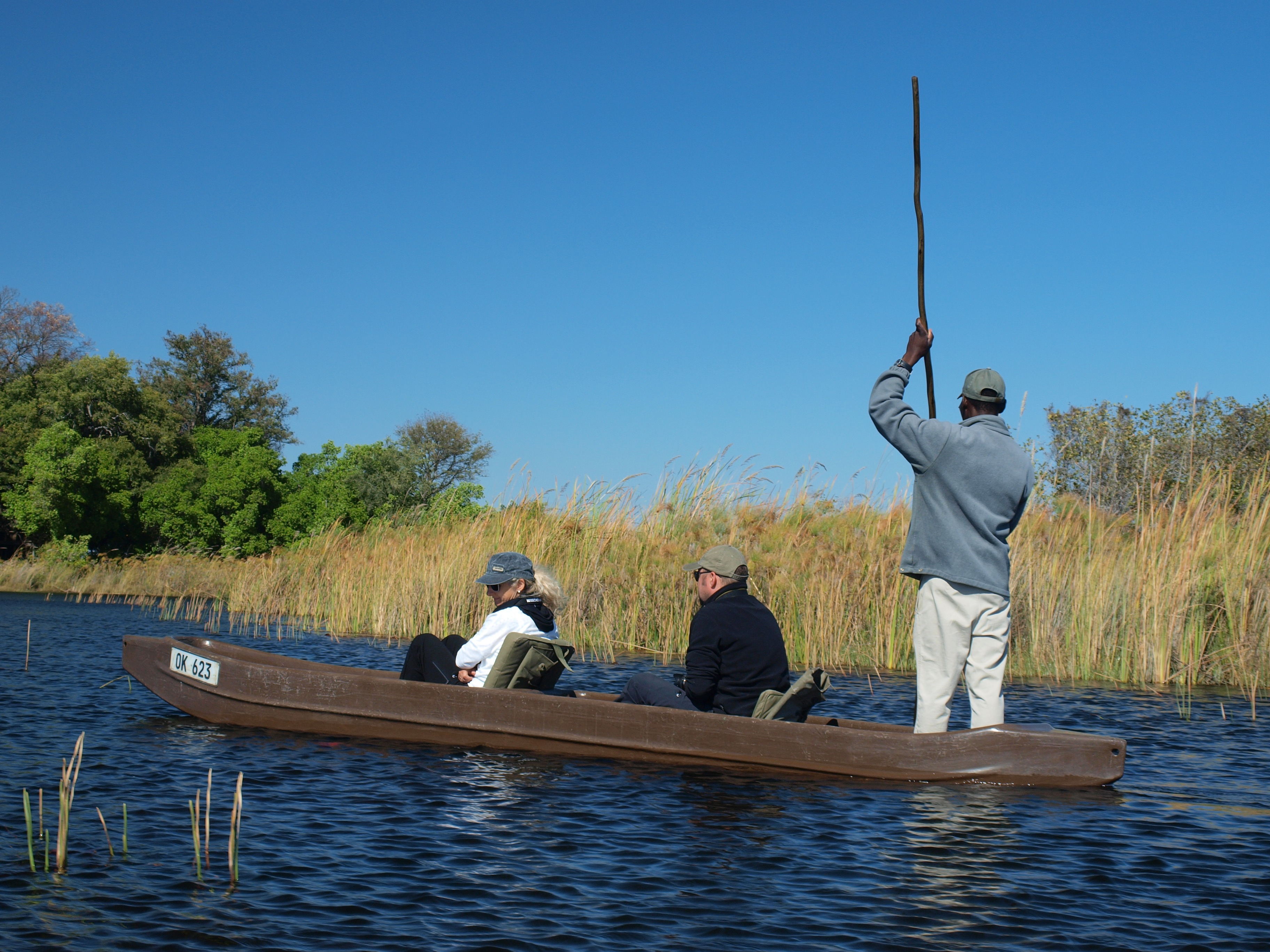
Touristen im Mokoro unterwegs im Okavangodelta
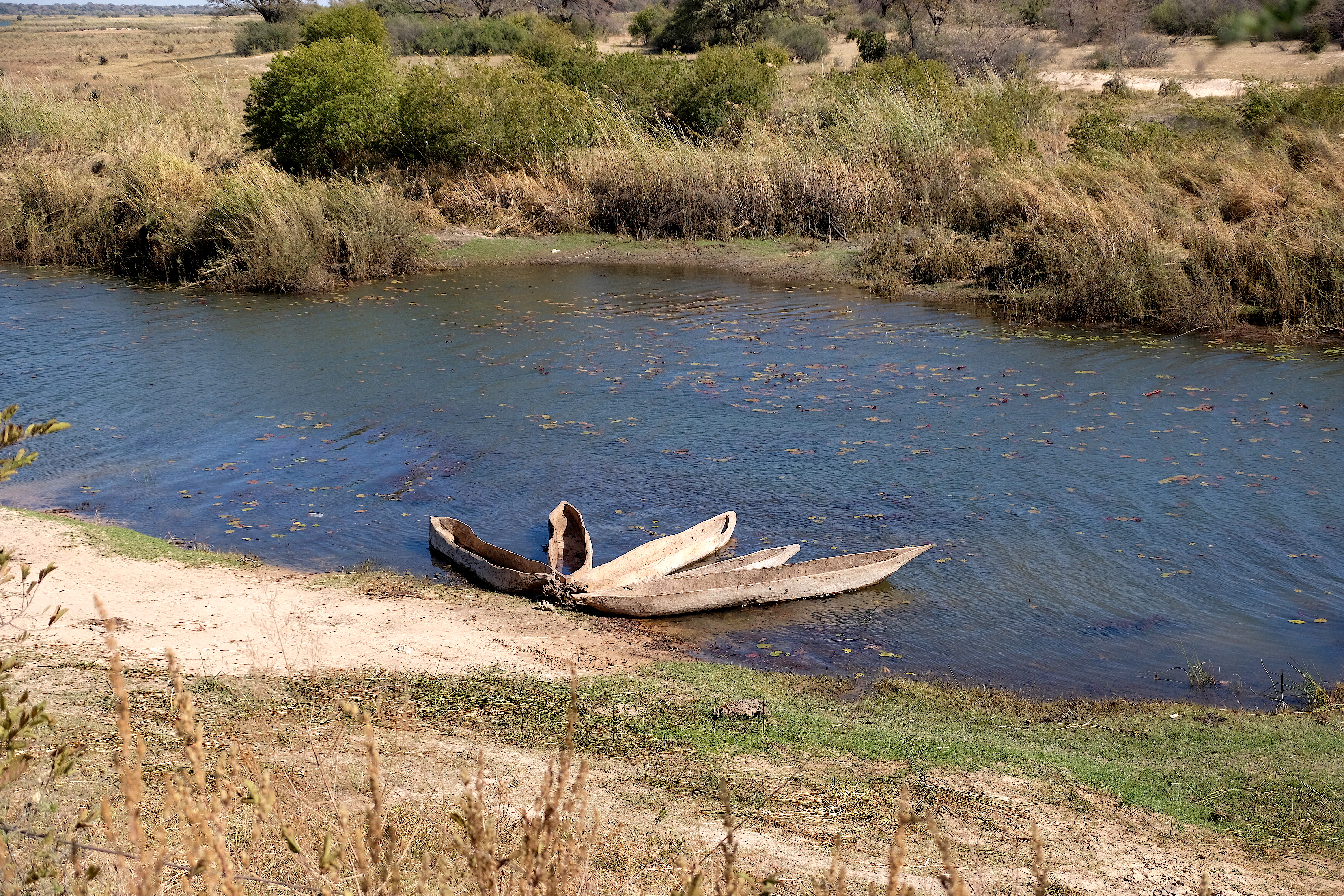
Mokoros in Rundu (2018)
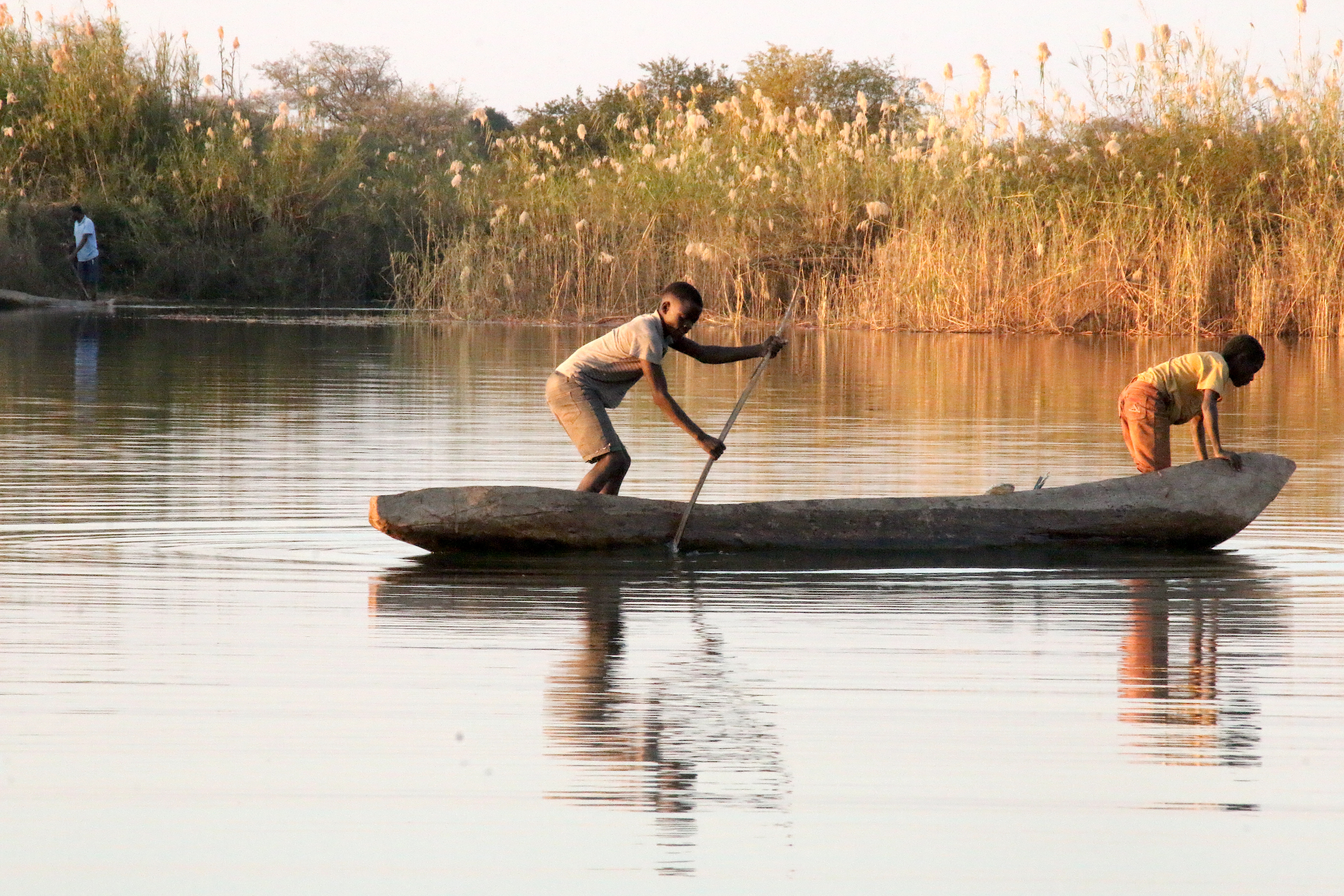
Mokoro bei Rundu (2022)